# Girolamo Spinola
Girolamo Spinola (ur. 15 października 1713 w Genui, zm. 22 lipca 1784 w Rzymie) – włoski kardynał.

## Życiorys
Urodził się 15 października 1713 roku w Genui, jako syn Niccola Spinoli i Maddaleny Dorii. Studiował na La Sapienzy, gdzie uzyskał doktorat utroque iure. Po studiach został referendarzem Najwyższego Trybunału Sygnatury Apostolskiej i wicelegatem w Bolonii. 22 marca 1744 roku przyjął święcenia diakonatu, a trzy dni później – prezbiteratu. 13 kwietnia został wybrany tytularnym arcybiskupem Laodycei, a sześć dni później przyjął sakrę. Wkrótce potem został nuncjuszem apostolskim w Królestwie Niemieckim i pełnił tę rolę do 1754 roku. Wówczas zrezygnował i przez kilka miesięcy był nuncjuszem w Konfederacji Szwajcarskiej. Pod koniec 1754 roku mianowano go przedstawicielem apostolskim w Hiszpanii i sprawował tę funkcję przez sześć lat. 24 września 1759 roku został kreowany kardynałem prezbiterem i otrzymał kościół tytularny S. Balbinae. Był członkiem powołanej w 1767 roku przez papieża Klemensa XIII w związku z groźbą przyznania praw dysydentom Kongregacji do Spraw Polskich. Był legatem w Bolonii, Ferrarze i przed królową Neapolu Marią Karoliną Habsburg. 3 kwietnia 1775 roku został podniesiony do rangi kardynała biskupa i otrzymał diecezję suburbikarną Palestrina. Zmarł 22 lipca 1784 roku w Rzymie, z powodu wysokiej gorączki.